# Bojana Milenković
Bojana Milenković (ur. 6 marca 1997 w Belgradzie) – serbska siatkarka, reprezentantka kraju, grająca na pozycji przyjmującej. 

## Sukcesy klubowe
Puchar Serbii:
- 2014

Liga serbska:
- 2014, 2018
- 2015

Puchar Rumunii:
- 2021

Puchar Challenge:
- 2021

Liga rumuńska:
- 2023[1]
- 2021

Liga polska:
- 2022[2]

Puchar CEV:
- 2023[3]

Puchar Ukrainy:
- 2024[4]

Liga ukraińska:
- 2024[10]

## Sukcesy reprezentacyjne
Mistrzostwa Europy Juniorek:
- 2014

Grand Prix:
- 2017

Mistrzostwa Europy:
- 2017, 2019
- 2021

Mistrzostwa Świata:
- 2018, 2022[11]

Igrzyska Olimpijskie:
- 2020

Liga Narodów:
- 2022[12]

## Nagrody indywidualne
- 2014: Najlepsza przyjmująca Mistrzostw Europy Juniorek
- 2015: Najlepsza przyjmująca Mistrzostw Świata Juniorek[13]